# Rodrigo Zalazar
Rodrigo Zalazar Martínez (Albacete, España, 12 de agosto de 1999) es un futbolista profesional hispano-uruguayo que juega como centrocampista en el S. C. Braga de la Primeira Liga.
Es hijo del exfutbolista José Luis Zalazar y hermano del futbolista Kuki Zalazar.

## Trayectoria
Formado en la cantera del Albacete Balompié a los 15 años se incorporó a la estructura del Málaga C. F., tras jugar también en el equipo juvenil del CD San Félix, el 2 de julio de 2019 con apenas 19 años firmó un contrato de 4 años con el club alemán Eintracht Fráncfort.
A los pocos días después de unirse al equipo de la Bundesliga, el jugador hispano-uruguayo se marchó cedido al Korona Kielce de la Ekstraklasa, durante la temporada 2019-20. Hizo su debut profesional el 20 de julio de 2019, sustituyendo en el minuto 70 de Erik Pačinda en una victoria de la liga por 1-0 contra Raków Częstochowa. A final de temporada descendió de categoría.
Para la temporada 2020-21 volvió a salir a préstamo, en esta ocasión al F. C. St. Pauli. Lo mismo sucedió el siguiente curso, siendo el F. C. Schalke 04 su destino.
En marzo de 2022 el conjunto minero lo adquirió en propiedad, y en la penúltima jornada de la 2. Bundesliga marcó el gol del triunfo ante el F. C. St. Pauli que certificó el ascenso a la 1. Bundesliga. En este categoría anotó un par de tantos y dio seis asistencias en 23 encuentros.
El 14 de julio de 2023 fue traspasado, a cambio de cinco millones de euros, al S. C. Braga y firmó hasta 2028.

## Selección nacional
En enero de 2019 debutó con la selección de fútbol sub-20 de Uruguay a las órdenes de Fabián Coito para disputar el Campeonato Sudamericano Sub-20 de 2019. Jugó 7 partidos en el torneo, ayudando a su equipo a terminar tercero del campeonato.
El 14 de junio de 2023 debutó con la selección mayor de Uruguay, en el primer partido de Marcelo Bielsa como seleccionador, en un amistoso contra la selección de Nicaragua colaborando con dos goles al triunfo 4 a 1 de Uruguay.

## Estadísticas

### Clubes
Actualizado hasta su último partido disputado el 17 de mayo de 2025.
| Club                        | Div.          | Temporada     | Liga  | Liga  | Liga   | Copas nacionales | Copas nacionales | Copas nacionales | Copas internacionales | Copas internacionales | Copas internacionales | Total | Total | Total  |
| Club                        | Div.          | Temporada     | Part. | Goles | Asist. | Part.            | Goles            | Asist.           | Part.                 | Goles                 | Asist.                | Part. | Goles | Asist. |
| --------------------------- | ------------- | ------------- | ----- | ----- | ------ | ---------------- | ---------------- | ---------------- | --------------------- | --------------------- | --------------------- | ----- | ----- | ------ |
| Korona Kielce · Polonia     | 1.ª           | 2019-20       | 8     | 0     | 0      | 1                | 0                | 0                | —                     | —                     | —                     | 9     | 0     | 0      |
| Korona Kielce · Polonia     | Total club    | Total club    | 8     | 0     | 0      | 1                | 0                | 0                | 0                     | 0                     | 0                     | 9     | 0     | 0      |
| F. C. St. Pauli · Alemania  | 2.ª           | 2020-21       | 34    | 6     | 5      | 1                | 0                | 0                | —                     | —                     | —                     | 35    | 6     | 5      |
| F. C. St. Pauli · Alemania  | Total club    | Total club    | 34    | 6     | 5      | 1                | 0                | 0                | 0                     | 0                     | 0                     | 35    | 6     | 5      |
| F. C. Schalke 04 · Alemania | 2.ª           | 2021-22       | 30    | 6     | 5      | 2                | 1                | 0                | —                     | —                     | —                     | 32    | 7     | 5      |
| F. C. Schalke 04 · Alemania | 1.ª           | 2022-23       | 22    | 1     | 6      | 1                | 1                | 0                | —                     | —                     | —                     | 23    | 2     | 6      |
| F. C. Schalke 04 · Alemania | Total club    | Total club    | 52    | 7     | 11     | 3                | 2                | 0                | 0                     | 0                     | 0                     | 55    | 9     | 11     |
| S. C. Braga Portugal        | 1.ª           | 2023-24       | 32    | 6     | 6      | 6                | 2                | 3                | 11                    | 0                     | 1                     | 49    | 8     | 10     |
| S. C. Braga Portugal        | 1.ª           | 2024-25       | 19    | 4     | 6      | 2                | 1                | 0                | 9                     | 3                     | 3                     | 30    | 8     | 9      |
| S. C. Braga Portugal        | Total club    | Total club    | 51    | 10    | 12     | 8                | 3                | 3                | 20                    | 3                     | 4                     | 79    | 16    | 19     |
| Total carrera               | Total carrera | Total carrera | 145   | 23    | 28     | 13               | 5                | 3                | 20                    | 3                     | 4                     | 178   | 31    | 35     |
| 1. 2.                       |               |               |       |       |        |                  |                  |                  |                       |                       |                       |       |       |        |

### Selección nacional
Actualizado hasta su último partido disputado el 6 de junio de 2025.
| Selección          | Año             | Amistosos | Amistosos | Amistosos | Eliminatorias | Eliminatorias | Eliminatorias | Continental | Continental | Continental | Mundial | Mundial | Mundial | Total | Total | Total  |
| Selección          | Año             | Part.     | Goles     | Asist.    | Part.         | Goles         | Asist.        | Part.       | Goles       | Asist.      | Part.   | Goles   | Asist.  | Part. | Goles | Asist. |
| ------------------ | --------------- | --------- | --------- | --------- | ------------- | ------------- | ------------- | ----------- | ----------- | ----------- | ------- | ------- | ------- | ----- | ----- | ------ |
| Sub-20 · Uruguay   | 2018            | 3         | 1         | 0         | —             | —             | —             | —           | —           | —           | —       | —       | —       | 3     | 1     | 0      |
| Sub-20 · Uruguay   | 2019            | 2         | 0         | 1         | —             | —             | —             | 7           | 0           | 0           | —       | —       | —       | 9     | 0     | 1      |
| Sub-20 · Uruguay   | Total           | 5         | 1         | 1         | 0             | 0             | 0             | 7           | 0           | 0           | 0       | 0       | 0       | 12    | 1     | 1      |
| Absoluta · Uruguay | 2023            | 1         | 2         | 0         | —             | —             | —             | —           | —           | —           | —       | —       | —       | 1     | 2     | 0      |
| Absoluta · Uruguay | 2025            | —         | —         | —         | 1             | 0             | 0             | —           | —           | —           | —       | —       | —       | 1     | 0     | 0      |
| Absoluta · Uruguay | Total           | 1         | 2         | 0         | 1             | 0             | 0             | 0           | 0           | 0           | 0       | 0       | 0       | 2     | 2     | 0      |
| Total selección    | Total selección | 6         | 3         | 1         | 1             | 0             | 0             | 7           | 0           | 0           | 0       | 0       | 0       | 14    | 3     | 1      |
| 1. 2.              |                 |           |           |           |               |               |               |             |             |             |         |         |         |       |       |        |

## Palmarés

### Títulos nacionales
| Título                      | Club             | País     | Año     |
| --------------------------- | ---------------- | -------- | ------- |
| 2. Bundesliga               | F. C. Schalke 04 | Alemania | 2021-22 |
| Copa de la Liga de Portugal | S. C. Braga      | Portugal | 2023-24 |